# 桑德塞滕山
71°33′S 12°9′E / 71.550°S 12.150°E
桑德塞滕山（英語：Sandseten Mountain）是南極洲的山峰，位於東部南極洲的毛德皇后地，屬於沃爾塔特山脈中西彼得曼山脈的一部分，處於克拉肯山以南1.9公里，該山峰由德國探險隊發現。